# Saxòfon alt
El saxòfon alt és un instrument musical de la família de vent-fusta inventada per Adolphe Sax el 1841 i patentada el 1846, i està afinat en Mi bemoll, produint-se les notes amb claus. És el més utilitzat de la família de saxofons, tant en les bandes com en el blues o en el jazz, ja que és un instrument bastant adequat per a la improvisació pel seu timbre i facilitat de maneig. El saxòfon baríton és el saxòfon amb el registre més greu de la família. El saxofon alt és una octava menys greu que el saxofon baríton. Alguns dels intèrprets més destacats de saxòfon alt en el jazz són Charlie Parker, Cannonball Adderley, Ornette Coleman, David Sanborn, Paquito D'Rivera i John Zorn.
Generalment està fet de llautó i consta d'un broquet de plàstic, fusta o de metall amb una única canya, igual que el clarinet. Per això pertany a la família d'instruments musicals de vent-fusta ja que, encara que l'instrument sigui de metall, la canya que produeix el so, és de fusta. Conté 25 claus i un broquet en el qual es col·loca una canya sostinguda per l'abraçadora (normalment) de metall. Hi ha diversos tipus d'abraçadores, especialment aquelles que estan fetes de cuir o cuir sintètic. Per sostenir el filtre amb les dents a la part superior es col·loca un compensador per evitar el desplaçament de les dents i evitar que es faci malbé el filtre. També té un tudell ondulat que fa que sigui més còmode tocar aquest instrument.

## Producció de saxòfon alt
El saxòfon alt es fabrica normalment de llautó i passa per un procés de fabricació detallat que inclou donar forma, soldar i ajustar amb precisió per aconseguir el so distintiu de l'instrument. L'instrument es laqueja o es plateja amb plata per protegir el llautó i millorar el seu atractiu visual, mentre que el sistema de claus s'adapta per a una millor tocabilitat. El disseny del cos, el coll i la disposició de les claus impacten directament en la qualitat tonal i l'ergonomia del saxofon.

### Fabricants Tradicionals
Diverses empreses han estat fonamentals en el desenvolupament i la producció de saxofons alts d'alta qualitat, sent algunes de les marques més icòniques:

#### Henri Selmer Paris
Fundada el 1885, Selmer és un dels fabricants de saxofons més respectats a nivell mundial, conegut per produir instruments de nivell professional. El seu model Selmer Mark VI (1954–1974) és especialment venerat entre els saxofonistes alts i sovint es considera el referent tant per a músics de jazz com de música clàssica.

#### Yanagisawa
Una empresa japonesa fundada a finals del segle XIX, Yanagisawa té una reputació per produir saxofons amb una precisió artesanal, coneguts per la seva consistència tonal i durabilitat. Especialitzats en models tant professionals com per a estudiants, els seus models A-WO10 i A-WO20 són àmpliament lloats en la música clàssica i el jazz.

#### Yamaha
Yamaha va començar a produir saxofons en la dècada de 1960 i des de llavors s'ha convertit en una força dominant al mercat, oferint instruments fiables a diferents preus. Els seus models Yamaha YAS-62 i YAS-875EX són àmpliament utilitzats per músics professionals per la seva tonalitat equilibrada i facilitat de toc.

#### Buffet Crampon
Coneguda per produir instruments de vent-fusta, Buffet Crampon ofereix saxofons d'alta qualitat amb els seus models S1 i Dynaction. Aquests instruments fabricats a França són valorats per la seva excel·lent artesania i sovint són preferits pels saxofonistes clàssics.

## Història del saxòfon alt a la música
El saxofon alt està afinat en Mi♭ i se situa entre el saxofon soprano i el tenor pel que fa a mida i rang. Va guanyar protagonisme durant els primers anys del segle xx, especialment en el jazz i la música clàssica. La versatilitat del saxofon alt, el seu rang tonal i la capacitat per navegar expressivament tant pels registres alts com pels baixos el van convertir en un favorit entre compositors i intèrprets.

## Pioners del Jazz (1920s–1940s)
El saxofon alt es va convertir en sinònim de jazz a principis del segle xx, especialment durant les èpoques del swing i del bebop. Els següents músics van ajudar a establir el saxofon alt com un instrument clau en el jazz:

#### Johnny Hodges
Johnny Hodges (1906–1970) va ser un dels principals saxofonistes alts en l'orquestra de Duke Ellington. Era conegut pel seu to suau i la seva mestria en el blues. La interpretació plena d'ànima de Hodges en les balades i el seu profund sentiment de swing eren aspectes definidors del so d'Ellington. El seu fraseig i la seva capacitat per doblegar les notes van donar forma al paper del saxofon alt en el jazz, influenciant generacions posteriors de músics.

#### Charlie Parker
Charlie "Bird" Parker (1920–1955) és sovint reconegut per haver revolucionat la música jazz a través del desenvolupament del bebop en la dècada de 1940. La gran habilitat tècnica de Parker, la seva complexitat harmònica i el seu poder d'improvisació van transformar el saxofon alt d'un instrument melòdic en un vehicle per a l'expressió virtuosa. Les seves contribucions segueixen sent fonamentals per a la teoria i la interpretació del jazz modern. Les gravacions de Parker, com "Ko-Ko" i "Ornithology", exemplifiquen la seva mestria amb el saxofon alt.

## L'Edat d'Or del Jazz (1950s–1960s)
Les dècades dels 50 i 60 van veure una explosió d'innovadors saxofonistes alts, amb músics com Cannonball Adderley i Jackie McLean continuant el llegat del bebop alhora que exploraven nous camins com el jazz modal, el soul jazz i enfocaments d'avantguarda.

#### Cannonball Adderley
Julian "Cannonball" Adderley (1928–1975) és conegut pel seu toc ple d'ànima, amb influències del blues, i pel seu treball al costat de Miles Davis, especialment en l'àlbum llegendari Kind of Blue (1959). El so alegre d'Adderley va fer un pont entre el bebop i el soul jazz, aportant un enfocament més accessible i rítmic a les seves improvisacions. Les seves pròpies gravacions, com Somethin' Else (1958), són icòniques en la història del jazz.

#### Ornette Coleman
Ornette Coleman (1930–2015) va ser una figura clau en els moviments d'avantguarda i free jazz. El seu revolucionari àlbum The Shape of Jazz to Come (1959) va desafiar les regles convencionals de l'harmonia i el ritme, obrint noves possibilitats per a la improvisació. L'enfocament de Coleman amb el saxofon alt va posar l'accent en la llibertat melòdica, creant un nou paradigma per al jazz que va influir a nombrosos músics.

## Influències Posteriors (1970s–avui)
A mesura que el jazz evolucionava, el saxofon alt es va mantenir al capdavant de la innovació, amb músics que continuaven expandint els límits de l'instrument.

#### David Sanborn
David Sanborn (nascut el 1945, Miami) és una figura destacada en la fusió del jazz amb el pop, R&B i el smooth jazz. El to expressiu i emotiu de Sanborn i la seva capacitat per moure's entre gèneres el van convertir en un dels saxofonistes alts més exitosos comercialment. Els seus àlbums com Voyeur (1981) i Straight to the Heart (1984) van aportar un so contemporani al saxofon alt, combinant habilitat tècnica amb profunditat emocional. Va faltar el 12 de maig de 2024.

#### Kenny Garrett
Kenny Garrett (nascut el 1960) va emergir als anys 80 com una veu poderosa en el jazz modern. Garrett, que va actuar amb Miles Davis a finals dels anys 80, és conegut per la seva improvisació enèrgica, la seva virtuositat tècnica i la incorporació d'influències modals i de músiques del món. Àlbums com Seeds from the Underground (2012) mostren l'habilitat de Garrett per empènyer el saxofon alt en noves direccions mentre es manté connectat amb la tradició del jazz.

## Saxofonistes Alts Clàssics
Tot i que el jazz és sovint el gènere més associat amb el saxofon, els músics clàssics també han fet contribucions significatives al repertori d'aquest instrument. Els següents saxofonistes clàssics han ampliat el paper del saxofon alt en la música orquestral i de cambra.

#### Marcel Mule
Marcel Mule (1901–2001) és sovint considerat el pare del saxofon clàssic. Com a professor al Conservatori de París, Mule va ajudar a establir el saxofon com un instrument legítim per a la interpretació clàssica. El seu treball de transcripció i les seves interpretacions tant de composicions originals com d'adaptacions d'obres clàssiques van establir el nivell per a futures generacions.

#### Jean-Yves Fourmeau
Jean-Yves Fourmeau (nascut el 1958) és un prominent saxofonista clàssic francès, conegut per les seves interpretacions de la literatura clàssica per a saxofon del segle xx. Ha actuat internacionalment com a solista i amb orquestres, promovent el saxofon alt com un instrument seriós per a la música clàssica. És professor del Conservatori de Cergy-Pontoise, on estudiants de tot el món acudeixen per seguir les seves classes. Saxofonista solista a la Berliner Philharmoniker i professor convidat a la Indiana University de Bloomington, Estats Units. Assessor artístic de Yamaha des de 1986, ha contribuït al desenvolupament artístic i a les millores acústiques del saxofon.

## El Saxofon Alt en la Música Popular i Rock
El saxofon alt també ha trobat un lloc en la música popular i rock, sovint utilitzat per afegir una capa rica i brillant a les cançons.

#### Clarence Clemons
Clarence Clemons (1942–2011), encara que principalment saxofonista tenor, sovint tocava el saxofon alt com a part de l'E Street Band de Bruce Springsteen. Els solos de Clemons, com els de "Jungleland" i "Born to Run", es van convertir en icònics, aportant moments emocionals clau en les actuacions de rock.

#### Maceo Parker
Maceo Parker (nascut el 1943) és conegut principalment pel seu treball amb James Brown, tocant tant el saxofon alt com el tenor. Les línies ajustades i enèrgicament punxants de Parker van ser crucials per donar forma al so del funk. Les seves improvisacions i precisió rítmica el van convertir en una figura clau en el gènere, i el seu treball amb el saxofon alt ha influït en molts músics de funk i R&B.